# L'onda (romanzo)
L'onda (The Wave) è un romanzo di Todd Strasser, pubblicato nel 1981. È basato sull'esperimento La Terza Onda tenuto dal professore di storia Ron Jones agli studenti della Cubberley High School di Palo Alto, in California. In Italia è stato pubblicato anche con il titolo Il segno dell'onda.

## Trama
Il professor Ross è un insegnante a cui piace fare esperimenti quando parla di un argomento nuovo ai suoi studenti. In seguito alla spiegazione della seconda guerra mondiale agli studenti del suo corso in un liceo, i ragazzi si chiedono perché il popolo tedesco si sia fatto trascinare così da Hitler e dai nazisti. Il professore decide di creare un "esperimento": fondare un movimento chiamato "l'Onda".
Inizialmente il professore stabilisce solo delle semplici regole quali alzarsi accanto al banco per rispondere e dire Signor Ross prima della risposta ma il far parte di un unico gruppo fa sentire l'intera classe più forte e anche Robert Billings, l'emarginato della classe, si sente inserito, per una volta, nella classe. Anzi, chiede addirittura al professor Ross di diventare la sua guardia del corpo. 
Brian e David, anche loro nella classe di Ross e giocatori del team di football americano della scuola, decidono di parlarne ai loro compagni di squadra, per provare a essere più compatti e cercare di vincere qualche partita.
Laurie Saunders, studentessa della scuola e direttrice del Grapevine, il giornalino della scuola, che registra il "successo" del movimento tra gli studenti, si rende conto che il professore ha perso il controllo dell'esperimento e litiga con il fidanzato David proprio a causa di questo. Laurie e David riescono a far pace e ad andare a casa del professore a parlargli dicendogli di porre fine all'esperimento. Il giorno dopo il professor Ross invita tutti i partecipanti dell'Onda in un palazzetto per parlare. Lì dice a tutti che il movimento è finito spiegando anche la motivazione; molti ragazzi sono scossi, soprattutto Robert, ma dopo che gli viene spiegato tutto anche lui si tranquillizza.

## Opere derivate
Da questo libro è stato tratto il lungometraggio L'onda, diretto dal regista Dennis Gansel, e la serie televisiva Noi siamo l'onda, il cui produttore esecutivo è lo stesso Gansel.

## Edizioni in italiano
- Todd Strasser, Il segno dell'onda: a scuola di dittatura, note e apparato didattico di Elena Mutti, S.l.: Archimede, 2008
- Todd Strasser; L'onda, traduzione di Mariella Martucci e Alessandro Mari, Milano: Rizzoli oltre, 2009
- Todd Strasser; L'onda, traduzione di Mariella Martucci e Alessandro Mari, Milano: Rizzoli Narrativa, 2012
- Todd Strasser; L'onda, traduzione di Mariella Martucci e Alessandro Mari, Milano: BUR Rizzoli, 2014
- Todd Strasser; L'onda, Milano: Corriere della Sera, 2015
- Todd Strasser; L'Onda: [la storia non è un gioco], traduzione di Mariella Martucci e Alessandro Mari, Milano: BUR Rizzoli, 2024